# 3723 Voznesenskij
3723 Voznesenskij је астероид главног астероидног појаса чија средња удаљеност од Сунца износи 2,255 астрономских јединица (АЈ).
Апсолутна магнитуда астероида је 13,6.